# Pierre-André Périssol
Pour les articles homonymes, voir Pierre-André.
Pierre-André Périssol est un homme politique français né le 30 avril 1947 à Nice (Alpes-Maritimes). Il est le fils de Louis-François Périssol qui fut maire de Beuil de 1959 à 2001. Conseiller puis adjoint au maire de Paris de 1989 à 1995, il est depuis maire de Moulins dans l'Allier. Il fut député de l'Allier et ministre du Logement dans les gouvernements d'Alain Juppé.
Son nom est communément associé en France à l'amendement homonyme autorisant des abattements fiscaux afin de favoriser l'investissement dans la construction de logements neufs.

## Biographie
Polytechnicien (promotion 1966), il fut conseiller de Paris puis adjoint au maire de Paris, Jacques Chirac, entre 1989 et 1995. Il fut ministre délégué auprès du ministre de l'Équipement, du Logement, des Transports et du Tourisme, chargé du Logement, dans le gouvernement d'Alain Juppé, et à deux reprises député de la 1re circonscription de l'Allier.
Il est maire de Moulins (Allier) depuis 1995, réélu dès le premier tour avec 63,31 % des voix pour un quatrième mandat le 23 mars 2014, et président de sa communauté d'agglomération. Candidat à un nouveau mandat de maire pour les élections municipales de 2020, il est soutenu en ce sens par la République en marche.
Il est à l'origine et également le principal instigateur de l'implantation en 2006 du Centre National du Costume et de la Scène (CNCS) dans le quartier Villars sur la rive gauche de l'Allier à Moulins. En juin 2010, il est nommé président du conseil d'administration de l'Agence française de développement,, pour un mandat de 3 ans.
Franc-maçon, il est membre de la Loge «La Tierce Sacrée no 777», appartenant à la Grande Loge nationale française.

### Affaires judiciaires
Pierre-André Périssol a comparu devant le tribunal correctionnel de Cusset le 14 décembre 2023. Il encourt 5 ans de prison et 500 000 euros d’amende ainsi qu’une peine d’inéligibilité pour « prises illégales d’intérêts et faux administratifs ». Il lui est reproché d’avoir, en tant qu'élu, initié et préparé la fusion de deux offices HLM de l’Allier avec Evoléa, une filiale du groupe Arcade VYV, dont il aurait été au même moment administrateur,,,. Il a été condamné le 1er février 2024 à 3000 euros d'amende par le tribunal. M. Périssol et le parquet ont chacun fait appel de cette condamnation.

## Mandats en cours
- Maire de Moulins (Allier)
- Président de Moulins Communauté

## Anciens mandats
- 14/03/1983 - 19/03/1989 : Conseiller de Paris
- 20/03/1989 - 18/06/1995 : Conseiller de Paris
- 20/03/1989 - 18/06/1995 : Adjoint au maire de Paris
- 02/04/1993 - 18/06/1995 : Député de la 1re circonscription de l'Allier
- 18/05/1995 - 07/11/1995 : Ministre du logement
- 25/06/1995 - 18/03/2001 : Maire de Moulins (Allier)
- 07/11/1995 - 02/06/1997 : Ministre délégué auprès du ministre de l'équipement, du logement, des transports et du tourisme, chargé du logement
- 16/03/1998 - 01/01/2003 : Vice-président du Conseil régional d'Auvergne
- 19/03/2001 - 16/03/2008 : Maire de Moulins (Allier)
- 16/06/2002 - 17/06/2007 : Député de la 1re circonscription de l'Allier
- 17/03/2008 - 23/03/2014 : Maire de Moulins (Allier)
- 2000 - 2016 : président de la Communauté d'agglomération de Moulins (fusionnée le 1er janvier 2017 dans Moulins Communauté)

## Décorations
- Officier de la Légion d'honneur
- Chevalier de l'ordre national du Mérite

## Activités civiles
Il a également été de 1988 à 1993 le président du Crédit immobilier de France, et de 1980 à 1993 le dirigeant et actionnaire d'une de ses principales filiales parisiennes, le groupe Arcade.